# Val-de-Scie
Val-de-Scie es una comuna nueva francesa situada en el departamento de Sena Marítimo, de la región de Normandía.

## Historia
Fue creada el 1 de enero de 2019, en aplicación de una resolución del prefecto de Sena Marítimo de 28 de septiembre de 2018 con la unión de las comunas de Auffay, Cressy y Sévis, pasando a estar el ayuntamiento en la antigua comuna de Auffay.

## Demografía
Según los datos aportados en la resolución del prefecto de Sena Marítimo, la comuna se crea con 2592 habitantes.

## Composición
| Comuna fusionada | Código INSEE | Población (2016) | Superficie (km²) | Densidad (hab./km²) |
| ---------------- | ------------ | ---------------- | ---------------- | ------------------- |
| Auffay           | 76034        | 1880             | 11.3             | 166                 |
| Cressy           | 76191        | 281              | 4.35             | 65                  |
| Sévis            | 76674        | 396              | 6.4              | 62                  |